# 二甲磺酸乙烷
二甲磺酸乙烷（英語：Ethane dimethane sulfonate，缩写EDS）是化学式为CH3SO3C2H4SO3CH3的有机化合物，可看作是一分子乙二醇和两分子甲磺酸形成的酯化产物。EDS可以杀死成年雄性大鼠睾丸中的所有成熟睾丸间质细胞（Leydig cell），之后干细胞会重新分化为睾丸间质细胞。